# Evangelische Kirche in Żeliszów
Die Evangelische Kirche in Żeliszów ist ein Baudenkmal in Polen.
Sie befindet sich am südwestlichen Rand des Dorfes Żeliszów (deutsch Giersdorf) im Powiat Bolesławiecki (Kreis Bunzlau). Die Kirche wurde am 12. Dezember 2005 unter 669/A/05 in das Verzeichnis der Baudenkmäler der Woiwodschaft Niederschlesien eingetragen.

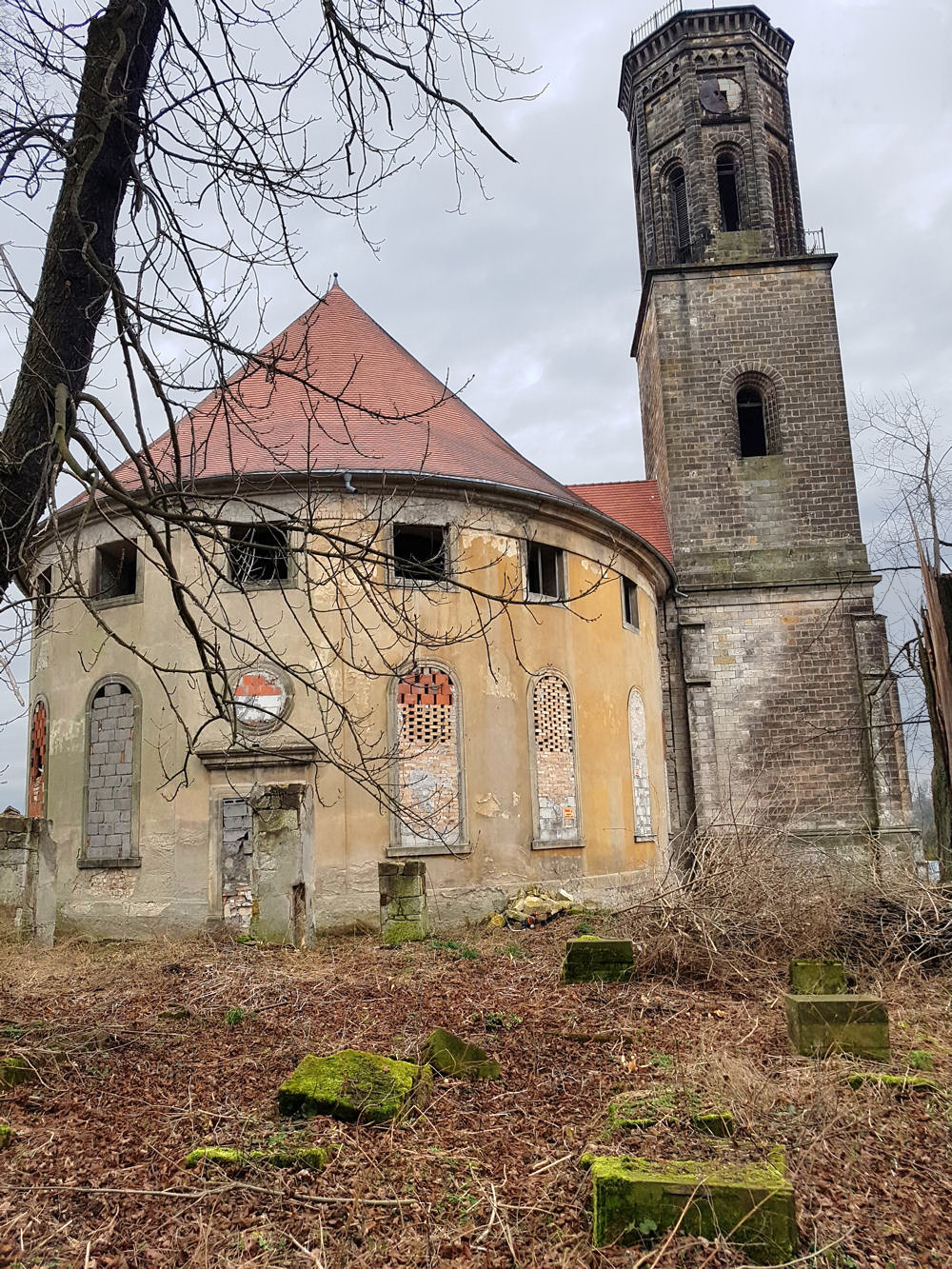
Kirche im Januar 2018

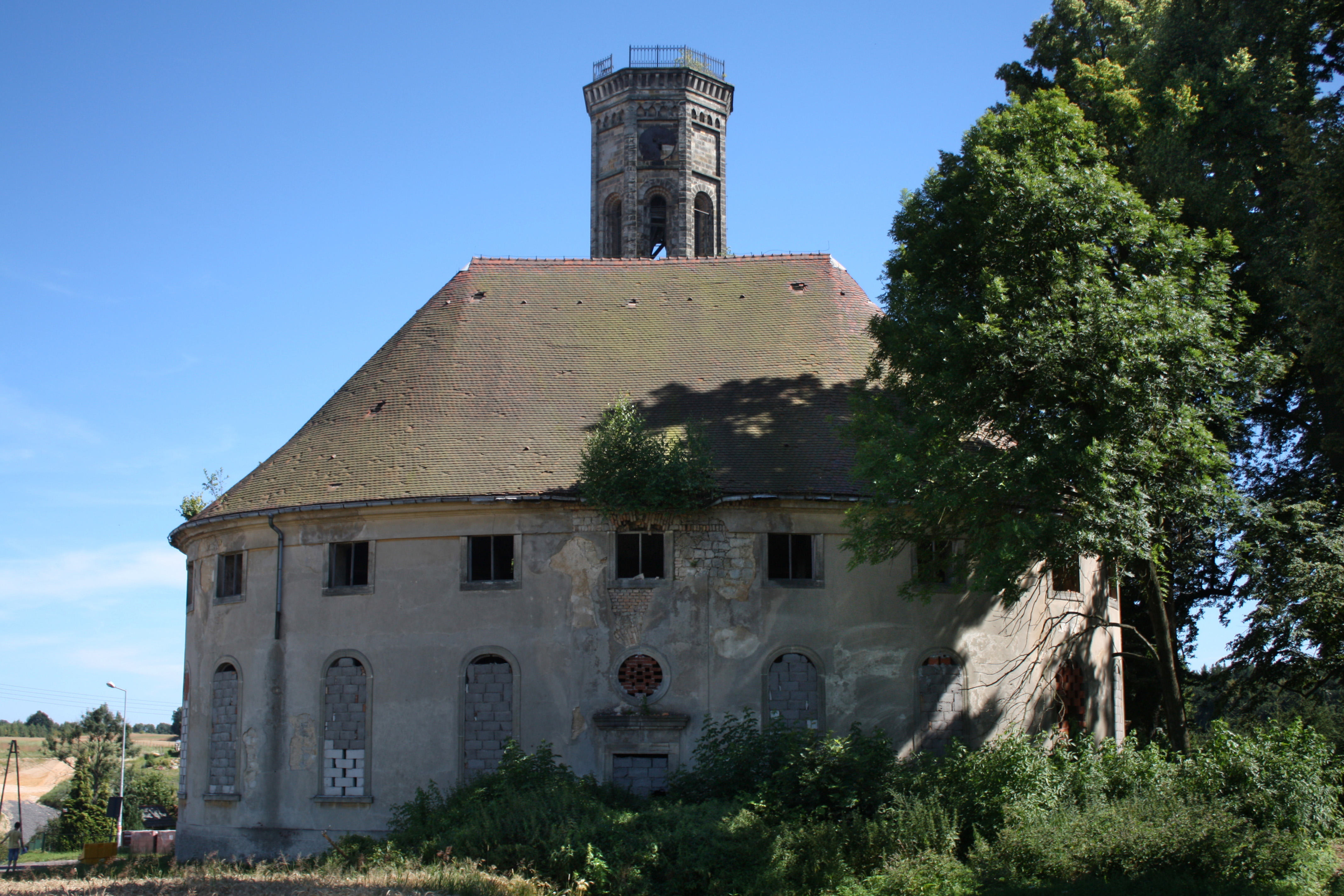
Seitenansicht

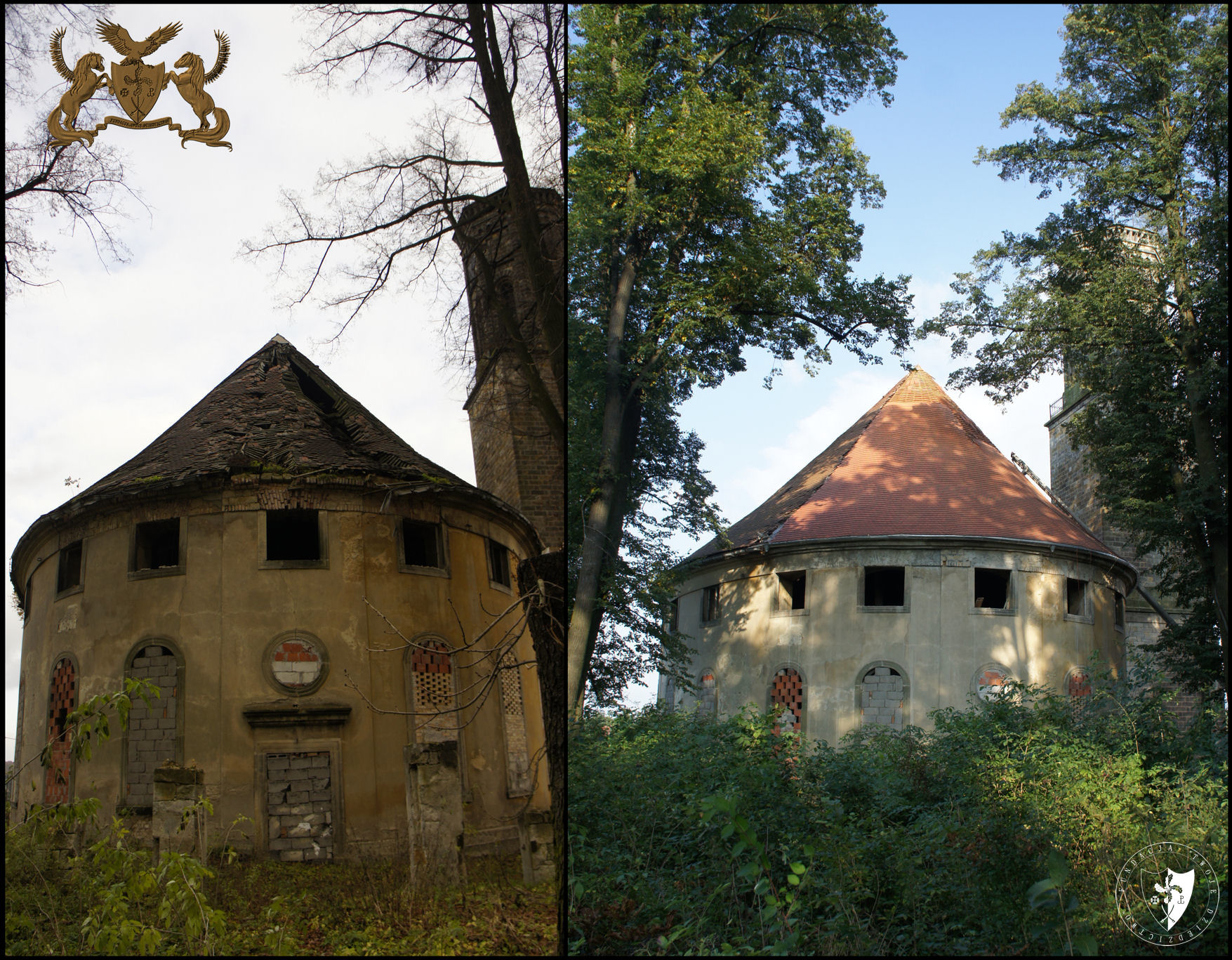
Neue Dachdeckung, September 2014

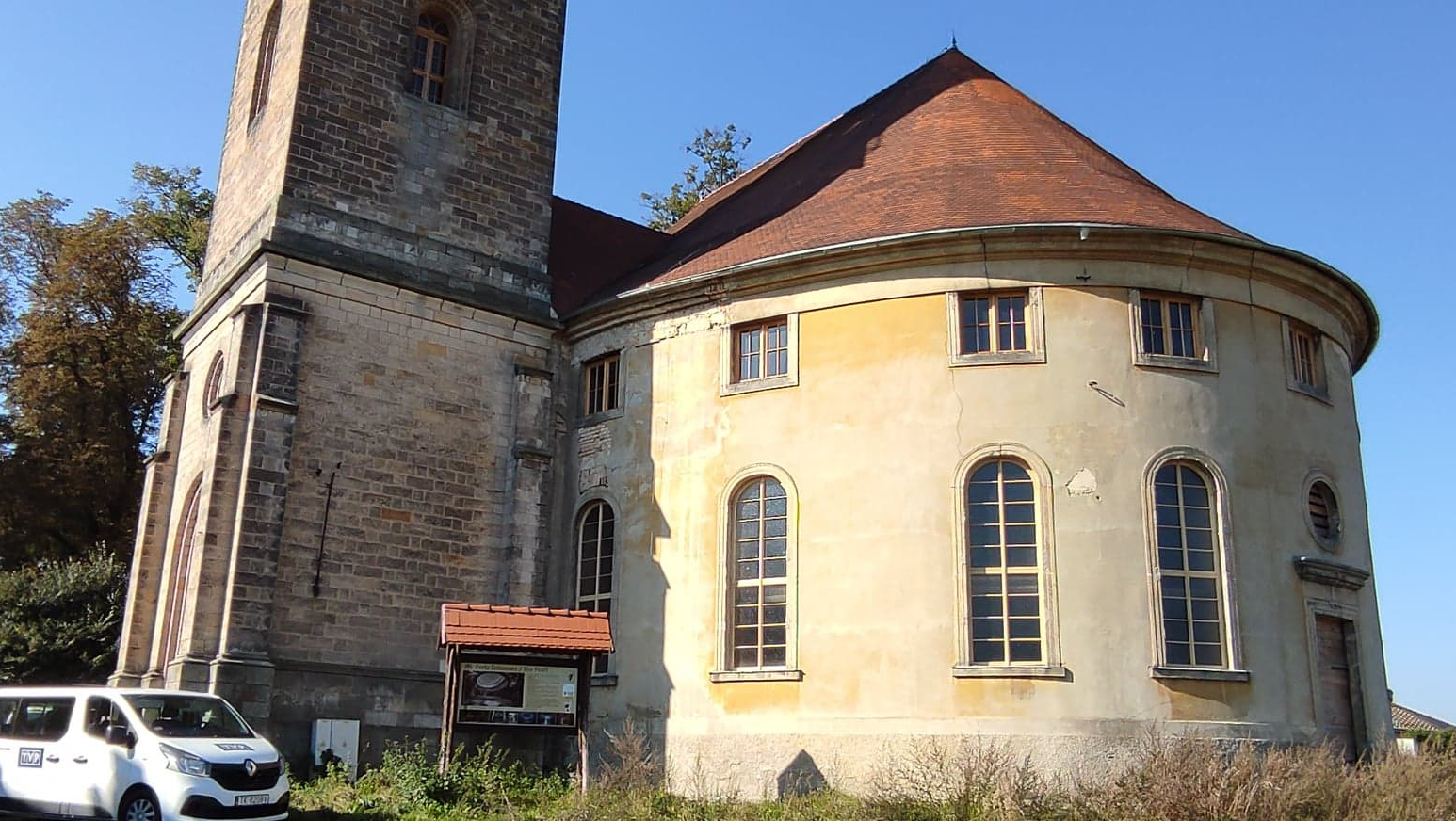
Kirche im Jahr 2021

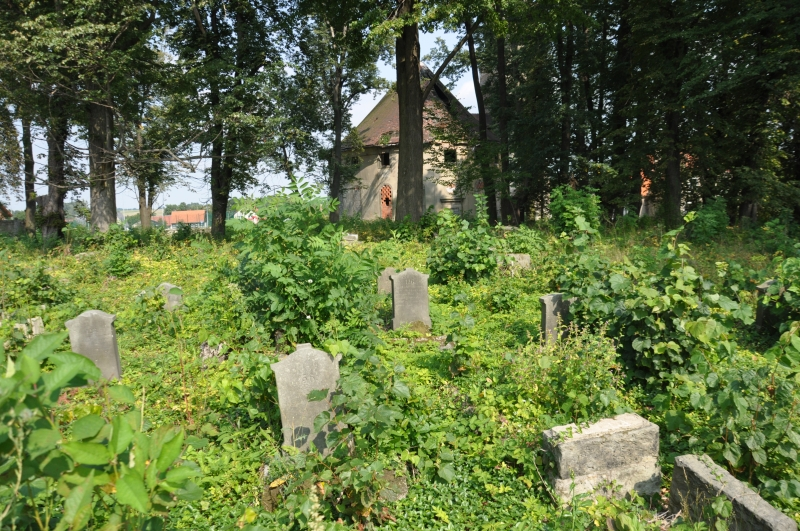
Evangelischer Friedhof

## Geschichte

### Vorgeschichte und Kirchenneubau
Seit der Reformationszeit waren die Einwohner von Giersdorf mehrheitlich evangelisch. Nach dem Dreißigjährigen Krieg wurde die Kirche in Giersdorf rekatholisiert. Die preußischen Herrschaft in Schlesien ermöglichte 1742 in Giersdorf die Umwandlung eines herrschaftlichen Wirtschaftsgebäudes zu einem evangelischen Bethaus. Zur gleichen Zeit wurde in Giersdorf eine evangelische Hauptschule gegründet. Bis 1778 wurde der Gottesdienst abwechselnd vom Pastor von Walditz, abwechselnd mit Walditz gehalten. Danach erhielt Giersdorf einen eigenen Pastor. Eingepfarrt waren: Giersdorf, Seitendorf, Gähnsdorf und Hohlstein.
Die heutige Kirche wurde in den Jahren 1796 und 1797 errichtet und hat einen bemerkenswerte elliptischen Grundriss. Es wird angenommen, dass die Pläne vom Architekten Carl Gotthard Langhans stammen. Die Urheberschaft durch Langhans oder den Baumeister Mohrenberg sind nicht gesichert, aber durch die Bauzeit und Nähe zur Kirche in Adelsdorf (Zagrodno) wahrscheinlich. Möglich ist aber, dass der Entwurf von seinem Sohn stammt. 1872 wurde an die südöstliche Außenwand ein aus Sandstein gemauerter Glockenturm nach einem Entwurf des Bunzlauer Architekten Peter Gansel angefügt. Die Kirchengemeinde kam durch die Bildung der Evangelischen Kirche in den Königlich Preußischen Landen ab 1817 zur Kirchenprovinz Schlesien.

### Jüngere Geschichte bis zur Gegenwart
Seit 1945 blieb die Kirche ungenutzt, die nun im Dorf wohnenden Katholiken besuchen die benachbarte Johann-Nepomuk-Pfarrkirche. Die Kirche diente zuerst als Schafstall, dann als Quelle für Baustoffe für private Zwecke. Das Gebäude verfiel langsam zur Ruine. Die Fensterrahmen wurden herausgerissen. Die Spitze des Kirchturms stürzte ab. Ohne sofortige Hilfe drohte die ganze Kirche einzustürzen. Vorläufig wurden die Fensteröffnungen zugemauert, aber bei jedem Regen drang durch das löchrige Dach Wasser ein.
Am 17. Juli 2013 hat die Warschauer Stiftung „Twoje Dziedzictwo“ (Dein Kulturerbe) die Kirche mit dem alten evangelischen Friedhof übernommen und sammelt derzeit Geld, um zuerst das Dach zu reparieren und das Gebäude vor dem Verfall zu schützen. Auch das polnische Kulturministerium hat finanzielle Hilfe versprochen. Am 24. Juni 2014 wurden die Bauarbeiten beim Wiederaufbau der Kirche offiziell begonnen. Seit August 2014 bekommt die Kirche eine neue Dachdeckung aus roten Biberschwanzdachziegeln. Die bis 2018 durchgeführten Bauarbeiten haben den weiteren Verfall des Gebäudes verhindert. Der Wiederaufbau der Kirche geht voran in dem Maße, wie die Zuschüsse vom Ministerium für Kultur und Nationales Erbe, dem Marschallamt der Woiwodschaft Niederschlesien und von privaten Geldgebern fließen. Bis Oktober 2018 soll die Sanierung der inneren Tragkonstruktion des Gebäudes (Säulen, Emporen) abgeschlossen sein.

## Beschreibung
Die Kirche steht auf einem elliptischen Grundriss (etwa 20 × 30 m). Das Äußere der Kirche ist durch seine Schlichtheit gekennzeichnet. Das mit Dachziegeln gedeckte Satteldach ist dem ovalen Bauwerksgrundriss angepasst. Dem ovalen Fußboden entspricht eine ebenfalls ovale schmucklose Kuppeldecke, die von runden, glatten Säulen getragen wird. Ringsherum umlaufen den Kircheninnenraum zwei breite Galerien mit einer vollen hölzernen Brüstung. 

Die Galerien sind durch gerade Treppen erreichbar. Das ovale Gewölbe mit einer Holzkonstruktion wurde bis auf die Zone der alten Orgel renoviert, wo die schwer beschädigte Struktur von dem Niveau des Fußbodens her auf der gesamten Raumhöhe rekonstruiert werden muss. Zur Fertigstellung des Wiederaufbaus bleibt der Einbau der neuen Tür- und Fensterrahmen, die Ergänzung der Emporbrüstungen, die Renovierung der Decken und Treppen des Glockenturms und die Rekonstruktion der abgestürzten Turmspitze. Neben der Kirche befindet sich ein verlassener, evangelischer Friedhof. Viele Grabsteine gingen hier verloren.

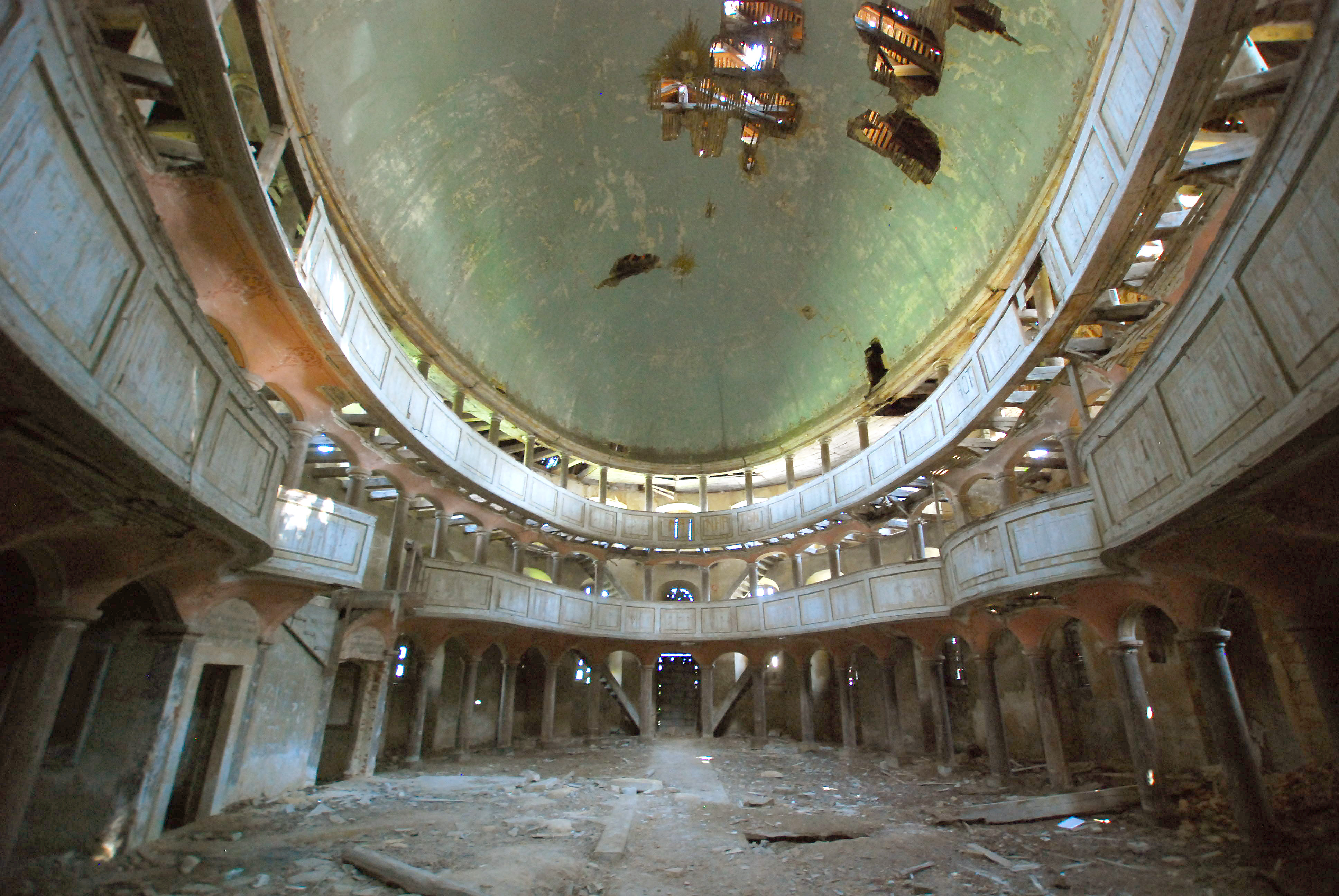
Innenansicht (2011)
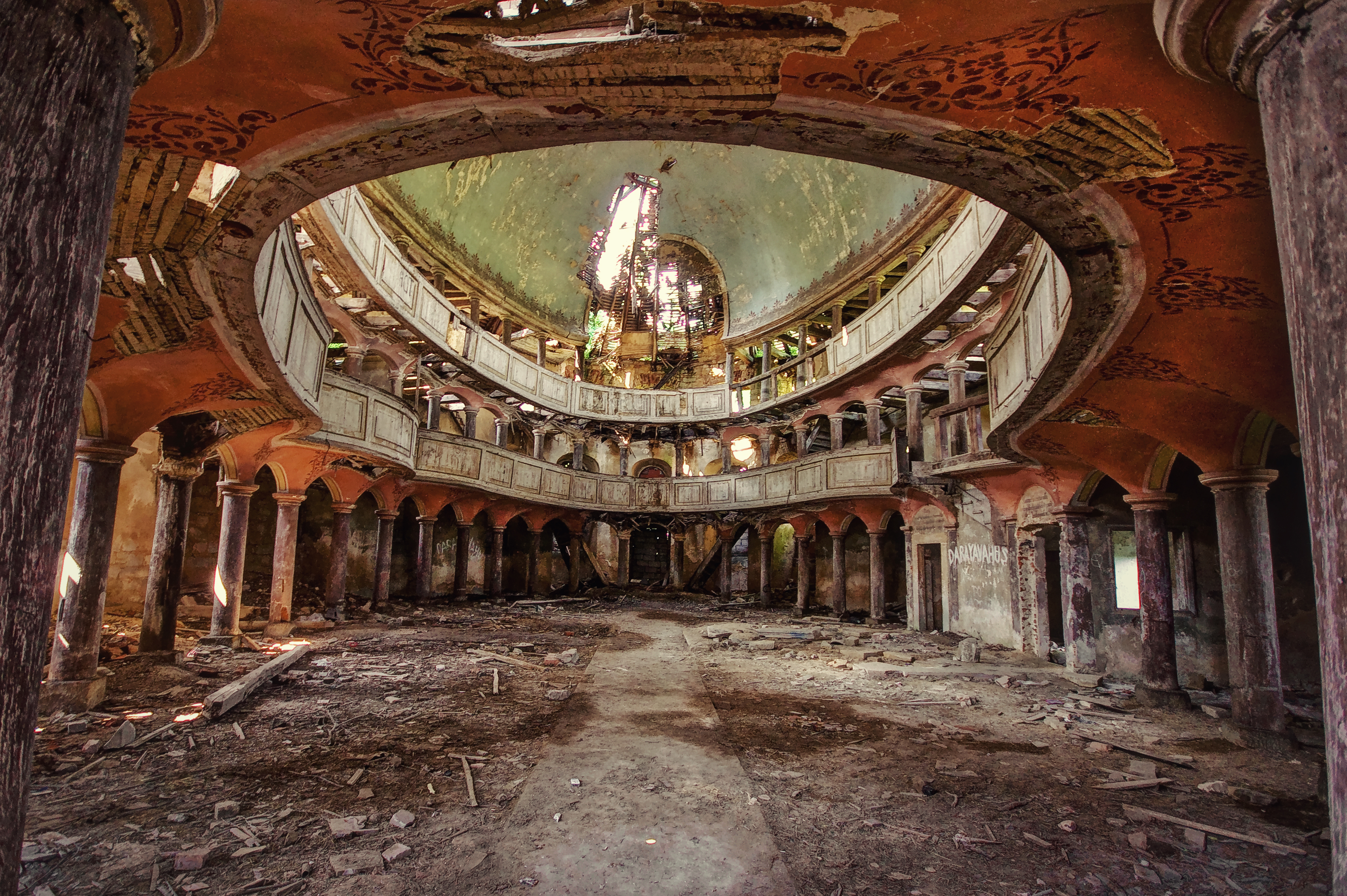
Innenansicht (2013)
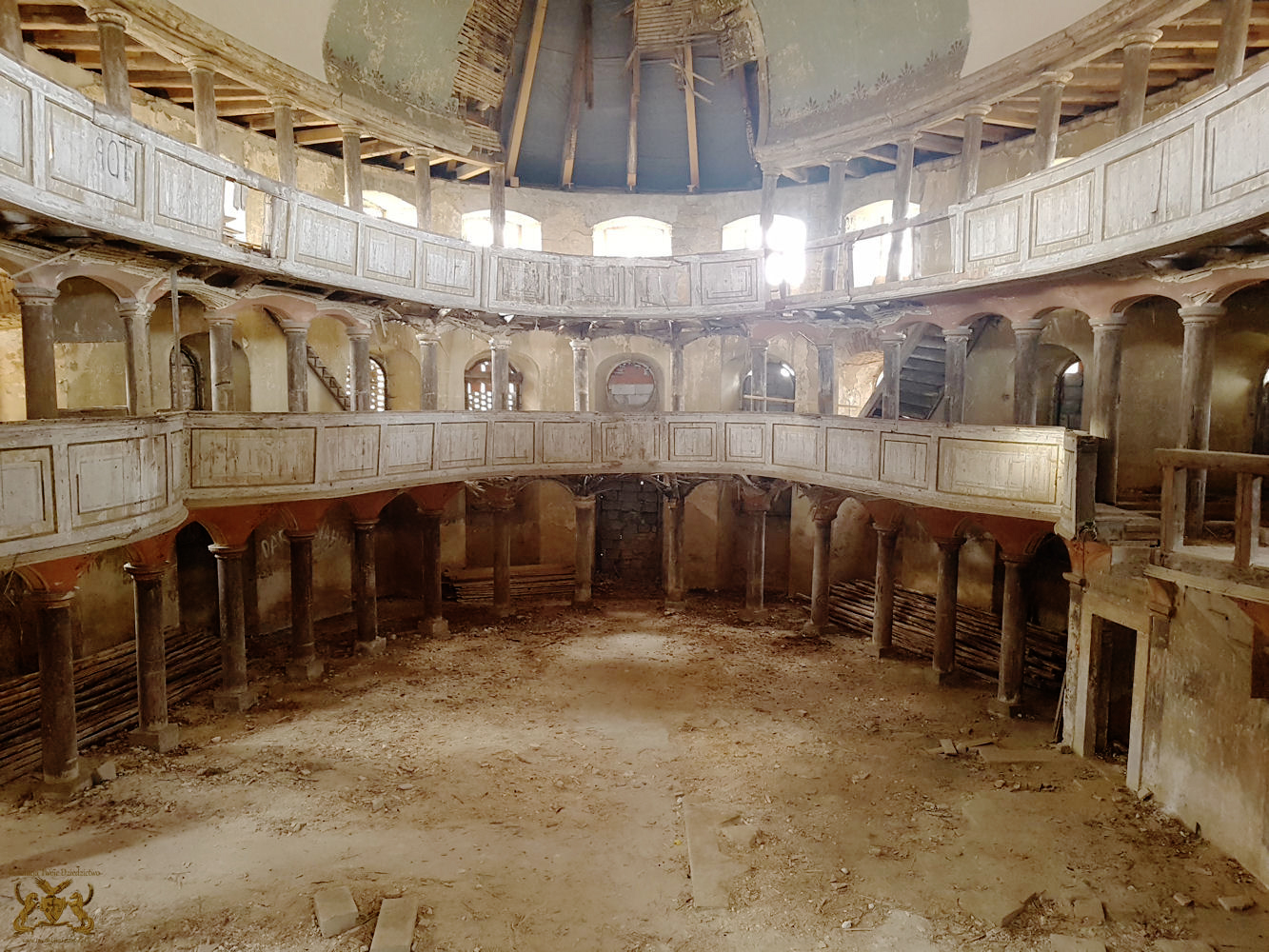
Innenansicht im Januar 2018
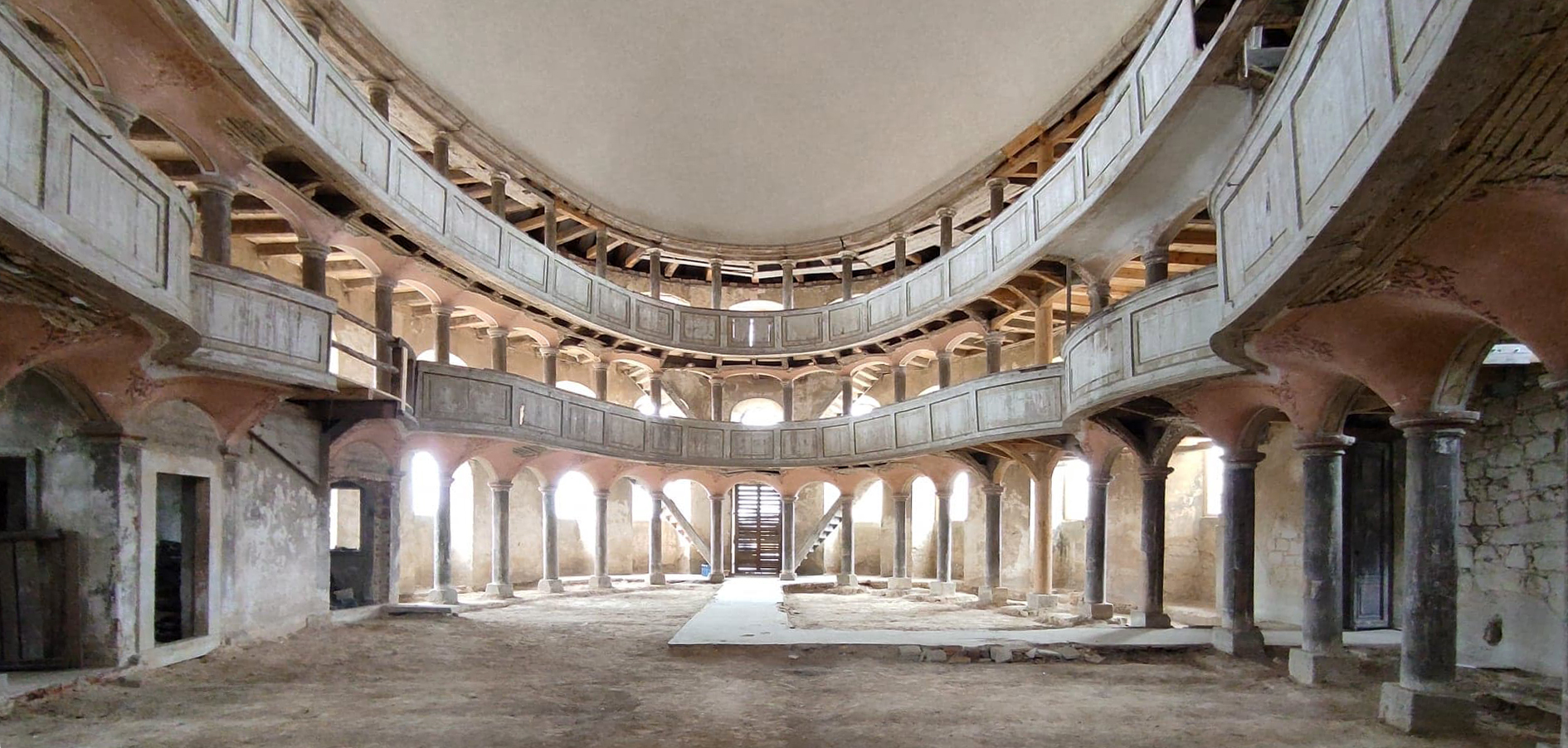
Innenansicht im April 2022
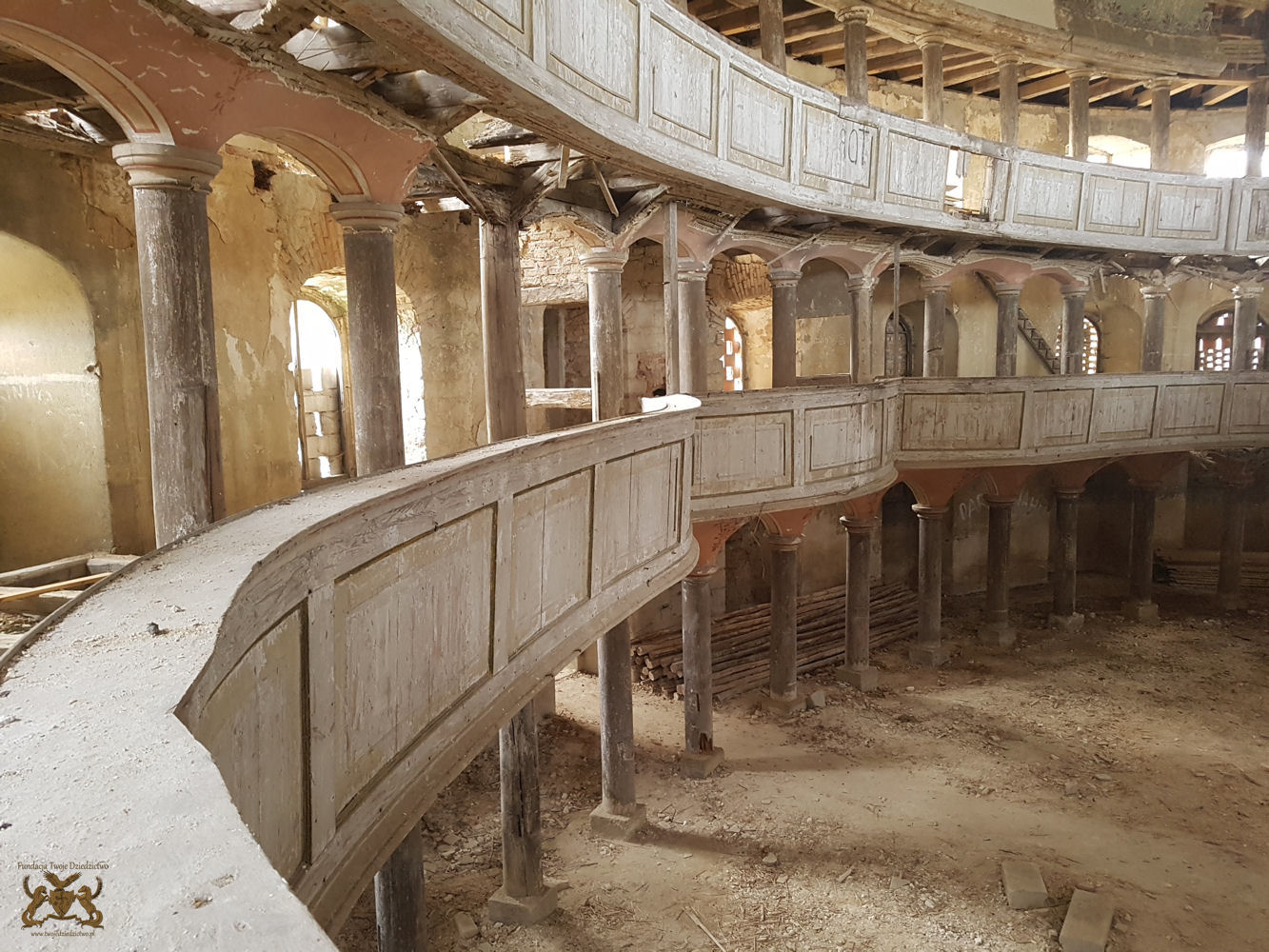
Emporen im Januar 2018
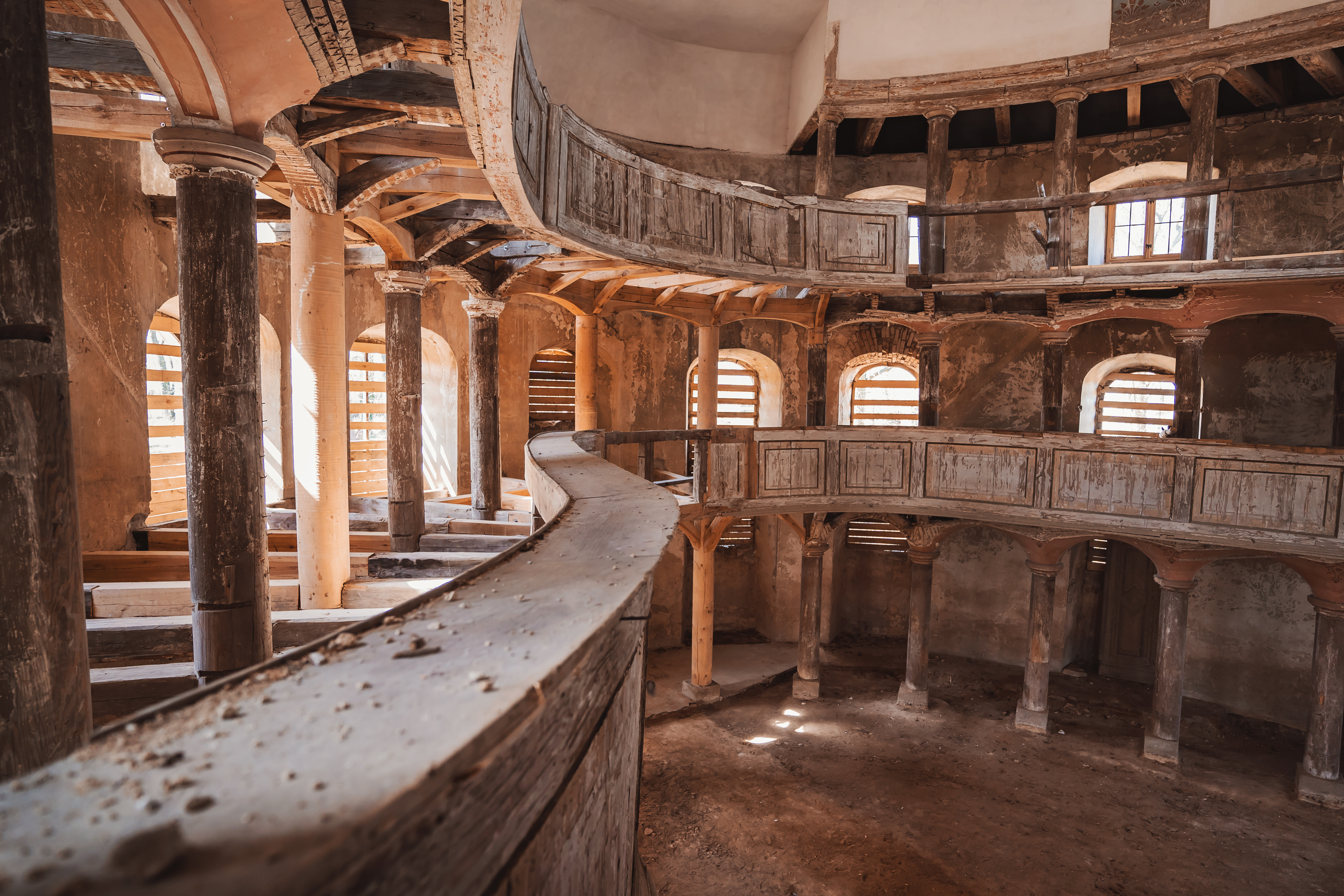
Emporen im April 2022